# World Games 2022/Muay Thai
Bei den World Games 2022 in Birmingham, Alabama, fanden vom 15. bis 17. Juli insgesamt zwölf Wettbewerbe im Kickboxen statt, jeweils sechs bei den Männern und bei den Frauen. Austragungsort war das Boutwell Auditorium.

## Bilanz

### Medaillenspiegel
| Platz  | Land               | Gold | Silber | Bronze | Gesamt |
| ------ | ------------------ | ---- | ------ | ------ | ------ |
| 1      | Ukraine            | 3    | 1      | 1      | 5      |
| 2      | Vereinigte Staaten | 2    | 3      | 3      | 8      |
| 3      | Thailand           | 2    | 1      | —      | 3      |
| 4      | Australien         | 1    | —      | —      | 1      |
| 4      | Großbritannien     | 1    | —      | —      | 1      |
| 4      | Italien            | 1    | —      | —      | 1      |
| 4      | Slowakei           | 1    | —      | —      | 1      |
| 4      | Vietnam            | 1    | —      | —      | 1      |
| 9      | Marokko            | —    | 2      | —      | 2      |
| 10     | Frankreich         | —    | 1      | —      | 1      |
| 10     | Israel             | —    | 1      | —      | 1      |
| 10     | Kanada             | —    | 1      | —      | 1      |
| 10     | Kasachstan         | —    | 1      | —      | 1      |
| 10     | Portugal           | —    | 1      | —      | 1      |
| 15     | Polen              | —    | —      | 2      | 2      |
| 15     | Ungarn             | —    | —      | 2      | 2      |
| 15     | Ver. Arab. Emirate | —    | —      | 2      | 2      |
| 18     | Mexiko             | —    | —      | 1      | 1      |
| 18     | Schweden           | —    | —      | 1      | 1      |
| Gesamt | Gesamt             | 12   | 12     | 12     | 36     |

### Medaillengewinner
Männer
| Disziplin | Gold                        | Silber                     | Bronze                  |
| --------- | --------------------------- | -------------------------- | ----------------------- |
| –57 kg    | Nguyễn Trần Duy Nhất (VIE)  | Almaz Sarsembekov (KAZ)    | Wladyslaw Mykytas (UKR) |
| –63,5 kg  | Ihor Ljubtschenko (UKR)     | Weerasak Tharakhajad (THA) | Nouredine Samir (UAE)   |
| –67 kg    | Anueng Khatthamarasri (THA) | Hamza Rachid (MAR)         | Norbert Speth (HUN)     |
| –71 kg    | Thanet Nitutorn (THA)       | Oleksandr Jefimenko (UKR)  | Jordan Weiland (USA)    |
| –81 kg    | Aaron Ortiz (USA)           | Diogo Calado (POR)         | Ilyass Hbibali (UAE)    |
| –91 kg    | Oleh Pryjmatschow (UKR)     | Mathew Baker (USA)         | Łukasz Radosz (POL)     |

Frauen
| Disziplin | Gold                         | Silber                   | Bronze                    |
| --------- | ---------------------------- | ------------------------ | ------------------------- |
| –48 kg    | Anastassija Kulinitsch (UKR) | Regan Gowing (CAN)       | Janet Garcia Borbon (USA) |
| –51 kg    | Monika Chochlíková (SVK)     | Meriem El Moubarik (MAR) | Gabriela Kuzawińska (POL) |
| –54 kg    | Sveva Melillo (ITA)          | Ashley Thiner (USA)      | Laura Burgos (MEX)        |
| –57 kg    | Iman Barlow (GBR)            | Tierra Brandt (USA)      | Patricia Axling (SWE)     |
| –60 kg    | Charlsey Maner (USA)         | Nili Block (ISR)         | Ajsa Adel Sandorfi (HUN)  |
| –63,5 kg  | Zoe Putorak (AUS)            | Nora Cornolle (FRA)      | Erin Clayton (USA)        |